# Сім дочок Єви
Сім дочок Єви — книга 2001 року Брайана Сайкса, що представляє теорію мітохондріальної генетики людини широкій громадськості. Сайкс пояснює принципи генетики і еволюції людини, особливості мітохондріальної ДНК і аналізу ДНК, щоб генетично пов'язати сучасних людей з доісторичними предками.
Слідуючи розвитку мітохондріальної генетики, Сайкс відстежує міграції людини, обговорює «гіпотезу африканського походження» і кидає тінь серйозного сумніву на теорію перуанського походження полінезійців Тура Хейєрдала, що протиставляється теорії їх походження з Індонезії. Він також описує використання мітохондріальної ДНК при ідентифікації залишків імператора Миколи II і в оцінці генетичного складу сучасної Європи.
Назва книги походить від одного з принципових досягнень мітохондріальної генетики — класифікації всіх сучасних європейців на сім груп, мітохондріальні гаплогрупи. Кожна гаплогруппа визначається набором характеристичних мутацій на мітохондріальному геномі і може бути відстежена по материнській лінії до своєрідної доісторичної жінки. Сайкс називає цих жінок «матерями кланів», хоча вони не жили в один час. Справді, деякі «матері кланів» походять від інших (хоча не по матері). Всі ці жінки в свою чергу мають спільного предка по матері, мітохондріальну Єву.
Остання третина книги присвячена серії художніх оповідань, написаних Сайксом, що описують його творче припущення про життя кожної з цих семи «матерів кланів».

## Мітохондріальні гаплогрупи вСеми дочок Єви
Сім «кланових матерів», описаних Сайксом, відповідають одній або кільком мітохондріальних гаплогруп людини кожна.
- Ursula: відповідає гаплогрупи U (а саме U5, виключаючи її підгрупу K)
- Xenia: відповідає гаплогрупи X
- Helena: відповідає гаплогрупи H
- Velda: відповідає гаплогрупи V
- Tara: відповідає гаплогрупи T
- Katrine: відповідає гаплогрупи K
- Jasmine: відповідає гаплогрупи J

## Японські клани
Сайкс зараз використовує ті ж методи для позначення дев'яти «матерів кланів» японського родоводу, «відмінних від семи європейських еквівалентів».